# Kommunale Informationsverarbeitung Sachsen
Die Kommunale Informationsverarbeitung Sachsen (KISA) ist der kommunale IT-Dienstleister im Freistaat Sachsen mit Sitz in Leipzig. Der Zweckverband unterstützt hauptsächlich Landkreise, Städte, Gemeinden und sonstige Einrichtungen in öffentlich-rechtlicher Trägerschaft mit innovativen IT-Lösungen. KISA erbringt seine Dienstleistungen im Wesentlichen für seine mehr als 275 Verbandsmitglieder. Etwa 150 Mitarbeitende arbeiten an drei Standorten (Dresden, Chemnitz und Leipzig).

## Geschichte
Nach der Wiedervereinigung Deutschland wurde auch in den sächsischen Kommunen die in den westlichen Bundesländern geltenden Regelungen des Haushalts-, Kassen- und Rechnungswesen, die Kameralistik eingeführt. Der Freistaat Sachsen orientierte sich bei seinen kommunalrechtlichen Regelungen an entsprechende Erfahrungen in Baden-Württemberg und Bayern. Deshalb war es für die sächsischen Kommunen ein einfacher Schritt entsprechende Finanzsoftware zu nutzen, die auch von den Kommunen in diesen Bundesländern genutzt wurde.
So schloss 1990 der Sächsische Städte- und Gemeindetag mit der Datenzentrale Baden-Württemberg einen Vertrag zur kostenlosen Überlassung des Großrechnerverfahrens FIWES. Die Abarbeitung erfolgte in regionalen privatwirtschaftlich betriebenen Rechenzentren (z. B. GEK/Complex [später Saskia Informations-Systeme] für den Bereich Südsachen). Da dieses von Steuergeldern finanzierte Produkt nicht von einem privatwirtschaftlichen Unternehmen angeboten werden sollte, sowie die Kommunen die Herrschaft über ihre Daten behalten sollten, wurde die Nutzung nur übergangsweise gestattet. Deshalb wurden 1993 auf Initiative des Sächsischen Städte- und Gemeindetages sowie der Datenzentrale drei Datenzweckverbände (Zweckverband Kommunale Datenverarbeitung Ostsachsen (KDO), Zweckverband Kommunale Datenverarbeitung Westsachsen (ZKDW) und Zweckverband Datenverarbeitung in Südsachsen (DVS)) gegründet. Diesen Schritt gingen jedoch nicht alle Gemeinden mit. 1995 wurde das Rechenzentrum der Stadt Leipzig (später Lecos GmbH) mit Rechenzentrums-, Druck- und Versandleistungen durch alle Zweckverbände beauftragt. Zum Einsatz kam wie bisher das baden-württembergische FIWES-Programm. Entsprechend den gesetzlichen Vorgaben bedürfen entsprechende HKR-Programme der Zulassung durch die Sächsische Anstalt für kommunale Datenverarbeitung (SAKD). Die Zulassung für FIWES endete im April 2003. Als Ersatz dafür und als Programm für die ab 2013 verbindlich anzuwendende  (und ab 2005 eingeführte) Doppik war das nordrhein-westfälische Programm KIRP vorgesehen. Um die damit verbundenen Investitionen stemmen und entsprechende Synergieeffekte nutzen zu können, schlossen sich die drei Verbände zum 1. Januar 2004 zum Zweckverband KISA - Kommunale Informationsverarbeitung Sachsen zusammen. Zum Zeitpunkt der Verbandsgründung hatte er 251 Mitglieder, bestehend aus 5 Landkreisen, 215 Kommunen sowie weiteren Verbänden und Vereinigungen. Durch den Verband wurden 2004 mit über 70 Mitarbeitern rund 600 Kunden betreut.
Neben der HKR-Software bot die KISA alle im Rahmen der kommunalen Verwaltung benötigten Softwareprodukte und EDV-Dienstleistungen an. So werden unter anderem Fachprogramme für das Personenstands- und Meldewesen, Gewerbeamt, Personalabrechnung, Ordnungswidrigkeiten angeboten und für die Hardwareausstattung der Gemeinden gesorgt.
KIRP erhielt jedoch nicht die erforderliche Zulassung im Prüfbereich Anlagenbuchhaltung und auch die Anpassung an die rechtlichen Vorgaben des Landes Sachsen waren schwieriger als geplant. So bestand die Gefahr, dass der Verband seinen Gemeinde kein nutzbares Softwareprodukt für die kommunale Doppik anbieten konnte. 2006 veräußerten die Eigentümer des sächsischen HKR-Softwareanbieters SASKIA Informationssysteme aus Altersgründen ihr Unternehmen. Dieses wurde zu 90 % von der Envia-Mitteldeutsche-Energie-Tochter GISA GmbH und zu 10 % von der KISA erworben. Infolgedessen koordinierten Saskia und KISA ihre Marketing- und Vertriebsaktivitäten. Insbesondere übernahm KISA ab 2007 die HKR-Software von SASKIA und stellt sie den Verbandsgemeinden unter der Bezeichnung IFRSachsen.KISA den Kommunen zur Verfügung.
2009 wurde die 50-%-Beteiligung an der Kommunalen Datennetz GmbH (KDN) auf 100 %, durch Übernahme der Anteile der bisherigen Mitgesellschafter Landkreistag, Städte- und Gemeindetag und SAKD, aufgestockt. Die KDN GmbH betreibt das für sächsische Kommunen und Schulen bestimmte in Richtung offenes Internet abgesichertes Netz. 2010 beteiligt sich der Zweckverband mit 10 % am Leipziger Rechenzentrum Lecos GmbH.
Ende 2013 wurde bekannt, dass der Verband in wirtschaftliche Schwierigkeiten geraten war. Es war ein Verlust von rund 7 Millionen Euro aufgehäuft worden. Die am Verband beteiligten Gemeinden wurden verpflichtet durch entsprechende Umlagen die Verluste auszugleichen.  Im Laufe des Jahres 2013 wurde auch die Beteiligung an der SASKIA Informationssysteme GmbH an die GISA veräußert.
2015 hatte der Verband 284 Mitglieder (9 Landkreise, 243 Gemeinden und 32 kommunale Verbände und Unternehmen).

## Verbandsvorsitzende
- 2004–2006: Arndt Steinbach, Landrat des Landkreises Meißen
- 2006–24. November 2014: Hans-Christian Rickauer, Oberbürgermeister Limbach-Oberfrohna
- seit 25. November 2015: Ralf Rother, Bürgermeister Wilsdruff

## Stellvertretende Verbandsvorsitzende (aktuell)
- Heinrich Kohl, Oberbürgermeister Stadt Aue-Bad Schlema
- Maik Kunze, Bürgermeister Stadt Groitzsch

## Geschäftsführung
- 2004–2006: Helmut Quass, Brigitta Steinborn
- 2004–28. Januar 2005: Volker Pescheck
- 1. Juni 2005–31. Dezember 2014: Martin Schmeling[2]
- 24. November 2014–20. Mai 2015 als Interimsgeschäftsführer: Andreas Bitter
- ab 20. Mai 2015 als bestätigter Geschäftsführer: Andreas Bitter
- ab 1. Oktober 2023: Daniela Leonardt[3] und (weiterhin) Andreas Bitter